# Psychomania
Psychomania is een Britse horrorfilm uit 1971.

## Rolverdeling
| Acteur           | Personage |
| ---------------- | --------- |
| Lee Ann Michelle |           |
| Nicky Henson     |           |
| Roy Holder       |           |
| Robert Hardy     |           |
| Heather Wright   |           |
| George Sanders   |           |
| Beryl Reid       |           |
| Peter Whitting   |           |
| Alan Bennion     |           |
| Patrick Holt     |           |
| Mary Larkin      |           |
| John Levene      |           |
| Miles Greenwood  |           |
| Denis Gilmore    |           |
| Jacki Webb       |           |
| Rocky Taylor     |           |